# Jacques-André Naigeon
Jacques-André Naigeon (15. července 1738, Paříž — 28. února 1810 tamtéž) byl francouzský osvícenský filosof.

## Boj proti křesťanství
Naigeon byl Diderotovým žákem, aktivním propagátorem jeho idejí a horlivým vydavatelem jeho spisů. Naigeonova filozofie navazovala na materialistické a atheistické tradice osvícenství. Hlavní jeho spis Vojín-filozof (1768) je ostrým pamfletem na křesťanské náboženství. Naigeon kritizoval Robespierrův kult „vyšší bytosti“. On to právě byl, který navrhl Ústavodárnému zhromaždění, aby z „Deklarace lidských a občanských práv“ byla vyloučena jakákoli zmínka o náboženství.